# Mông Cổ xâm lược Rus
Là một phần của Mông Cổ xâm lược Châu Âu, Đế chế Mông Cổ đã xâm chiếm Rus Kiev vào thế kỷ XIII, phá hủy nhiều thành phố, bao gồm Ryazan, Kolomna, Moskva, Vladimir và Kiev.
Chiến dịch được báo trước bởi trận sông Kalka vào tháng 5 năm 1223, dẫn tới chiến thắng của Mông Cổ đối với một số lực lượng của quốc gia của Rus'. Mông Cổ sau đó rút lui. Cuộc xâm lược toàn diện vào Rus do Batu Khan tiến hành từ năm 1237 đến năm 1240. Cuộc chinh phục vào châu Âu đã chấm dứt bởi quá trình tìm vị thủ lĩnh mới kế nhiệm chức vị khả hãn Mông Cổ sau cái chết của Ögedei Khan. Tất cả các nhà lãnh đạo của Rus đều bị buộc phải tuân thủ chế độ Mông Cổ và trở thành một phần của Hãn quốc Kim Trướng, một số trong đó kéo dài đến năm 1480.
Cuộc xâm chiếm, đã tạo điều kiện cho cuộc khởi đầu của sự tan rã của Rus Kiev vào thế kỷ XIII, làm gây ra những hậu quả không thể đếm được cho lịch sử Đông Âu, bao gồm sự phân chia dân tộc Slav Đông thành ba quốc gia riêng biệt ngày nay: Nga, Ukraina và Belarus, và sự nổi lên của Đại công quốc Moskva.

## Cuộc xâm lược của người Mông Cổ trong lịch sử

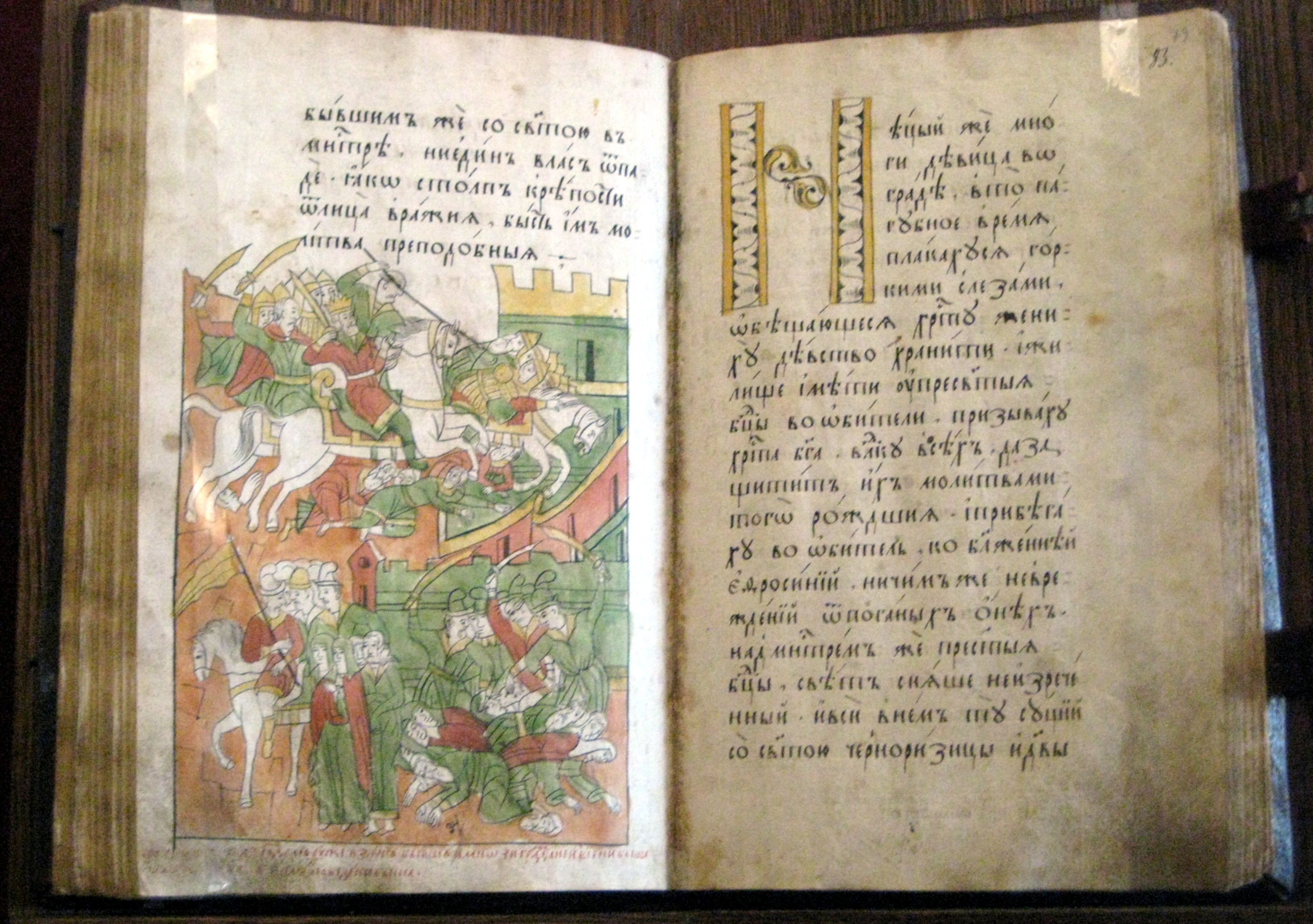
Tranh minh họa trận Suzdal năm 1238 trong cuốn sách «Tiểu sử Yevfrosiniya Suzdal».

Vào thế kỷ XVIII. các nhà sử học Nga đã bắt đầu nghiên cứu chi tiết về cuộc xâm lược của Bạt Đô vào Rus. Nhà nghiên cứu đầu tiên mô tả chi tiết vấn đề cuộc xâm lược của người Tatar-Mông là V.N.Tatishchev . Tác phẩm «Nga sử lược» của ông dẫn nguồn rất nhiều từ các biên niên sử cổ đại của Nga. Tác phẩm và lối viết sử của ông đã ảnh hưởng đến nhiều sử gia khác. Sử gia tiếp theo chú ý đến cuộc xâm lược là Nikolai Mikhailovich Karamzin. Tác phẩm của ông «Lịch sử Nhà nước Nga » mô tả rất hay về cuộc chinh phục nước Nga của Bạt Đô. Karamzin đưa ra kết luận rằng chính cuộc xâm lược của người Mông Cổ đã khiến Nga tụt hậu so với các cường quốc hàng đầu châu Âu. Cũng chính ông là người đầu tiên xác định rõ ảnh hưởng của cuộc xâm lược đối với hướng phát triển của nước Nga mang tính bản sắc hóa .
Vào thế kỷ 19, chủ đề về chiến dịch của Batu chống lại Nga ngày càng nhận được nhiều sự quan tâm. Năm 1823 P.N Naumov đề xuất thuật ngữ «Đế quốc Mông Cổ». vào nghiên cứu sử học . Năm 1826, Viện Hàn lâm Khoa học Hoàng gia đã tổ chức một đại hội nghiên cứu về tác động của cuộc xâm lược đối với sự phát triển của nước Nga . Mặc dù thực tế là đại hội không bao giờ diễn ra nhưng cuộc thảo luận về vấn đề này sôi nổi trên báo chí. Trong những năm sau đó, các nhà sử học quan tâm nhiều đến các khía cạnh quân sự của cuộc xâm lược, đặc biệt là tổ chức và chiến thuật của quân Mông Cổ. Những vấn đề này đã được đề cập đến trong các tác phẩm như «Bàn về lý do nền giáo dục dân sự ở nhà nước Nga luôn trì trệ» của M. S Gastev  và «Về nghệ thuật chiến tranh và các cuộc chinh phạt của quân Mông Cổ» của M. I. Ivanin  xuất bản lần lượt vào năm 1832 và 1846. Giáo sư Đại học Kazan I. Berezin đã có đóng góp đáng kể trong việc nghiên cứu các nguồn tài liệu về cuộc xâm lược của người Mông Cổ, cũng như phát hiện nhiều nguồn tài liệu mà các sử gia Nga trước đây chưa biết đến. Trong các tác phẩm «Chiến tranh Rus-Mông lần I» và «Bạt Đô xâm lược Rus», ông đã dựa nhiều vào các tác gia phương Đông như Rashid al-Din Hamadani và Aljawini . Trong thời kỳ này, một cuốn sách chi tiết khác m6 tả cuộc xâm lược cũng xuất hiện với sự biên soạn của S. M. Solovyov. Trái ngược  với lập luận của N.M. Karamzin và H. D. Fren về tác động to lớn của cuộc xâm lược của Bạt Đô đối với đời sống dân sự của Nga, Solovyov tin rằng sự kiện này không có tác động quan trọng đến sự phát triển của các chính quốc Nga. Những quan điểm như vậy sau đó được các nhà sử học như Vasily Osipovich Klyuchevsky, Sergei Fedorovich Platonov, Mikhail Nikolaevich Pokrovsky, Alexander Evgenievich Presnyakov và những người khác ủng hộ . Giữa thế kỷ 19 trong sử học cũng xuất hiện cái gọi là «vấn đề Mông Cổ» - một trong những chủ đề chính của lịch sử các nhà nước Nga .

## Bối cảnh
Người Mông Cổ đã có kế hoạch chinh phục Đông Âu từ rất lâu trước chiến dịch của Bạt Đô. Từ năm 1207 Thành Cát Tư Hãn cử con trai cả của mình là Truật Xích chinh phục các bộ lạc sống ở phía bắc sông Selenga và trong thung lũng Irtysh. Đồng thời, các vùng đất thuộc Đông Âu, vốn được lên kế hoạch chinh phục trong tương lai sẽ giao cho Truật Xích tiến quân. Tuy nhiên Thành Cát Tư Hãn đã qua đời nên ông không thể chứng kiến thành quả và sau đó Triết Biệt và Tốc Bát Đài chỉ huy ba mươi nghìn quân đánh  Ngoại Kavkaz và Đông Nam Châu Âu năm 1222-1224 nhằm do thám, dù theo  như sách «Truyền thuyết bí mật» và sử gia Rashid ad-Din cho rằng mục đích của chiến dịch này là  hỗ trợ lực lượng của Truật Xích và Hốt Lý Lặc Thai đánh nước Cuman, Alan, Hungary và Rus Kiev đến năm 1235 sau đó cuộc xâm lược châu Âu lại tái diễn nhắm đến những mục tiêu tương tự chiến dịch trước. Trong khuôn khổ, vào ngày 31 tháng 5 năm 1223,  Trận sông Kalka diễn ra với kết quả là quân Nga-Cuman thất bại thảm hại. Sau chiến dịch, người Mông Cổ đã thăm dò và nắm bắt được tương đối rõ địa hình để tiện chuẩn bị hoạt động quân sự cũng như đã làm quen với quân đội và công sự của Rus, đồng thời nhận được thông tin về tình hình nội bộ của các chính quốc Rus. Từ thảo nguyên Cuman, quân đội của Triết Biệt và Tốc Bát Đài tiến đánh Volga Bulgaria nhưng thất bại thảm hại và phải quay về dưỡng sức ở Bắc Trung Á (Kazakhstan ngày nay) .
Sách «Truyền thuyết bí mật» khi viết về giai đoạn 1228-1229 nói rằng Oa Khoát Đài
...đã cử Bạt Đô, Buri, Mông Kha và nhiều hoàng thân khác cùng tham gia chiến dịch để giúp đỡ Tốc Bát Đài, vì Ba Đồ Tốc Bát Đài gặp phải sự phản kháng mạnh mẽ từ các dân tộc bản địa. Thành Cát Tư Hãn ra lệnh ông phải chinh phục dân tộc Kanlin, Cuman, Bachzhigit, Orusut, Asut, Sesut, Machzhar, Keshimir, Sergesut, Bular, Kelet (cuốn «Nguyên sử» của người Trung Quốc còn ghi thêm 1 dân tộc nữa tên là Ne-mi-ci) cũng như các thành phố bên kia sông Adil và Chzhayakh, như Meketmen, Kermen-Keibe và những thành phố khác ... Quân họ rất đông đảo, binh lính hùng dũng. Họ đối mặt với nhiều kẻ thù, người dân ở đó chống trả dữ dội. Đó là cơn thịnh nộ của những kẻ chấp nhận cái chết (ý nói quân Mông), tự trang bị gươm giáo cho mình. Người ta nói rằng những thanh kiếm của họ rất sắc bén».
Một bước tiến mới trong cuộc chinh phục Đông Âu là chiến dịch của Tốc Bát Đài và 30 nghìn quân của ông trên thảo nguyên Caspi tiến hành vào cuối những năm 1220. Biên niên sử của Nga ghi lại sự xuất hiện của người Mông Cổ trên Yaik vào năm 1229. Quân đội của Tốc Bát Đài đã áp sát các vệ đoàn của Saksin, Polovtsy và Bulgar trên Yaik, và sau đó đích thân tấn công tây nam của Bashkiria. Sau cuộc họp Hốt lý lặc thai năm 1229, quân của đại vương Truật Xích đã đến hỗ trợ Tốc Bát Đài. Các cuộc tấn công chung nhắm vào Cuman, vùng đất Bashkir, và từ năm 1232 vào Bulgars. Các cuộc tấn công của quân Mông Cổ trên các hướng này vẫn tiếp tục cho đến năm 1235.

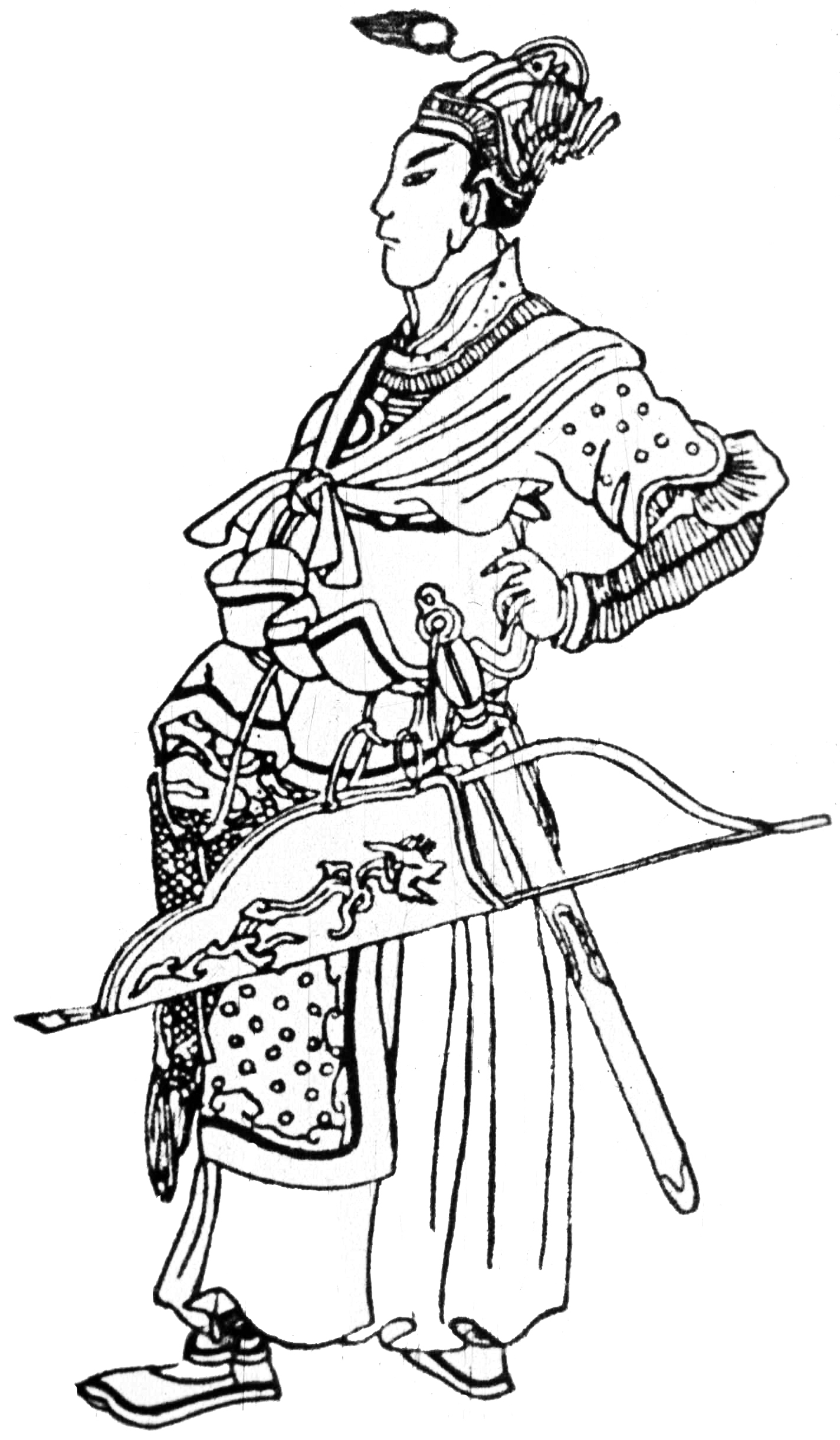
Bạt Đô trong một bức vẽ Trung Quốc vào thế kỷ 14

Năm 1235, một Hốt lý lặc thai khác được triệu tập. Lý do cho cuộc triệu tập là thiếu lực lượng của đại vương Truật Xích cho một cuộc tấn công quy mô lớn vào Đông Âu. Hốt lý lặc thai đã vạch ra một chiến dịch chung của Mông Cổ, trong đó quân của các đại vương khác cũng sẽ tham gia.
Tên các hoàng tử Bột Nhi Chỉ Cân tộc đã tham gia chiến dịch được ghi chép khá đầy đủ trong các tác phẩm như «Truyền thuyết bí mật», «Nguyên sử», «Tập sử» của nhà sử học Ba Tư Rashid ad-Din. Theo như các nguồn tài liệu, ngoài Bạt Đô thì những hậu duệ khác của Thành Cát Tư Hãn cũng tham gia chiến dịch như: con trai của Truật Xích là Oát Nhi Đáp, Tích Ban, Ngốc Hoa Thiếp Mộc Nhi và Biệt Nhi Ca, cháu nội của Sát Hợp Đài là Bất Lí và con trai Bái Đáp Lí, con trai của Oa Khoát Đài là Quý Do và Kadan, con trai của Đà Lôi là Mông Kha và Bát Xước, con trai của Thành Cát Tư Hãn là Khoát Liệt Kiên, cháu nội của anh Thành Cát Tư Hãn là Argasun. Theo nhà sử học Kargalov, mỗi hoàng tử Bột Nhi Chỉ Cân tộc lãnh đạo một hoặc nhiều quân đoàn Tumen. Ban đầu, chính Oa Khoát Đài dự định lãnh đạo chiến dịch Kipchak, nhưng Mông Kha can ngăn ông ta. Tầm quan trọng của các hoàng tử Bột Nhi Chỉ Cân tộc đối với cuộc chinh phục Rus được chứng minh bằng đoạn độc thoại của Oa Khoát Đài nói với Quý Do, người không hài lòng với quyền lãnh đạo của Bạt Đô.
Năm 1235 và đầu năm 1236, toàn quân đội tập hợp chuẩn bị cho một cuộc tấn công chinh phục các bộ lạc Bashkir, những kẻ cản đường quân đội Mông Cổ. Vào mùa thu năm 1236, quân Mông Cổ tập trung ở thảo nguyên Caspi dưới sự lãnh đạo chung của Bạt Đô, con trai của Truật Xích.
Đòn đánh đầu tiên của đại quân của các hoàng tử Bột Nhi Chỉ Cân tộc là tấn công Volga Bulgaria. Cho đến giữa những năm 1220, Mông Cổ thường xuyên xung đột với các chính quyền Vladimir-Suzdal và Muromo-Ryazan. Các bên tiến hành các chiến dịch, liên tục xảy ra các cuộc giao tranh và đa phần chiến thắng thuộc về người Rus. Tuy nhiên, với sự xuất hiện của người Mông Cổ ở biên giới, người Bulgars sợ hãi và muốn chủ hòa nhưng được các hoàng tử Rus ủng hộ. Trong vài năm, người Rus và người Bulga đã bình thường hóa quan hệ, điều này cho phép người Volga Bulgaria dốc toàn lực để chuẩn bị đẩy lùi cuộc xâm lược được cho là của người Mông Cổ. Các thành lũy được tạo ra trong các khu rừng, bao phủ các thành phố chính, bản thân các thành phố đã được củng cố, và số lượng các đơn vị đồn trú tăng lên. Tuy nhiên, tất cả các biện pháp này đều vô ích - Volga Bulgaria đã bị đánh bại với tốc độ cực nhanh và hoàn toàn bị chinh phục vào mùa xuân năm 1237. Các biên niên sử của Rus và các nguồn phương đông đều nói rõ sự thất bại của đất nước bị hủy diệt. Hầu như tất cả các thành phố bị phá hủy và vùng nông thôn bị tàn phá.
Giai đoạn tiếp theo của chiến dịch là cuộc tấn công vào Cuman và Alan. Từ khu vực Hạ sông Volga, quân Mông Cổ tiến theo một mặt trận rộng lớn đến cửa Don, nơi diễn ra đợt tập trung quân tiếp theo. Cuộc tấn công kéo dài cho đến mùa thu năm 1237 và kết thúc với thất bại của quân Cuman và Alans. Sau đó, quân Mông Cổ chiếm các vùng đất của người Burtases, Moksha và Mordovia. Trận Zolotarevskoe ác liệt diễn ra gần ngã ba chiến lược sông Sura. Theo nhà sử học Kargalov, các cuộc chiến năm 1237 được thực hiện để tạo bàn đạp cho một chiến dịch chống lại Rus. Vào cuối năm đó, một đội quân Mông Cổ khổng lồ và biệt đoàn của Bạt Đô đã đóng quân ở biên giới Rus.
Công tác chuẩn bị cho chiến dịch mùa đông đánh Đông Bắc nước Nga của quân Mông Cổ bắt đầu vào mùa thu năm 1237. Quân Mông được tập hợp lại gần Voronezh cùng với những đoàn quân trước đó đã chiến đấu với Cuman và Alan cũng được kéo đến đó.
Trong các tài liệu lịch sử, có nhiều ý kiến cho rằng cuộc tấn công của người Mông Cổ-Tatars vào các thủ đô của Rus là một điều hoàn toàn bất ngờ. Tuy nhiên, thực tế là sau thất bại của quân đội Nga-Cuman trên sông Kalka vào năm 1223, người Mông Cổ-Tatars trở lại biên giới Rus vào năm 1229 và đến năm 1236 thì tiến hành chinh phục các nước láng giềng cho thấy rằng các công tước Rus đã lo sợ và chuẩn bị phòng thủ. Mối quan hệ chặt chẽ của người Bulgar với người Suzdal và tranh chấp về quyền kiểm soát các tuyến đường thương mại cũng như quyền của người thiểu số Mordovia, v.v., làn sóng tị nạn vào vùng đất Rus gồm những người chạy trốn khỏi quân Mông đã cung cấp thông tin về những kẻ chinh phục đáng sợ, Điều đó  cũng cho thấy ít nhất cáccông tước Vladimir và Ryazan đã nhận thức rõ không chỉ về cuộc tấn công sắp xảy ra, mà còn về thời điểm bắt đầu của nó. Thực tế là các nước láng giềng phía Tây Rus đã biết về cuộc xâm lược sắp xảy ra thể hiện qua các bức thư báo cáo của tu sĩ truyền giáo người Hungary thuộc dòng Đa Minh Julian về việc chuẩn bị cho cuộc xâm lược Rus của ba phần tư quân đội Mông Cổ:
Nhiều người đã lan truyền cho các tín hữu và công tước Suzdal đã tiết lộ và khuyên tôi nên nói với vua Hungary rằng người Tatar đã ngày đêm tìm cách chiếm lấy vương quốc Hungary theo Thiên chúa giáo. Vì chúng có ý định đi chinh phục hết toàn bộ La Mã cũ và xa hơn nữa ... Bây giờ, ở biên giới Rus, chúng tôi đã biết được một sự thật chấn động rằng toàn bộ Mông quân đi đánh các nước phía Tây được chia thành. bốn phần. Một phần trải từ sông Etil (Volga) giáp biên giới với Rus đến rìa phía đông tiếp cận Suzdal. Một phần khác ở phía nam phụ trách quấy rối biên giới Ryazan, một công quốc Rus khác. Phần thứ ba đứng đối diện sông Don, gần lâu đài Oveheruch, cũng thuộc sở hữu cũa một công quốc Rus. Họđang gửi thông điệp cho người Rus, người Hungary và người Bulgaria, những kẻ thất bại rằng họ sẽ tấn công lúc đất đai, sông ngòi và đầm lầy đóng băng khi mùa đông tới.
Tuy nhiên, do sự mất đoàn kết, nếu không muốn nói là chia rẽ thù địch của các công quốc Rus khiến họ không những không thể phối hợp phòng thủ trên tất cả các vùng đất Rus mà còn không thể thực hiện đủ các biện pháp phòng thủ khẩn cấp tại chính quốc của mình.

## Lực lượng của các bên

### Quân đội Mông Cổ

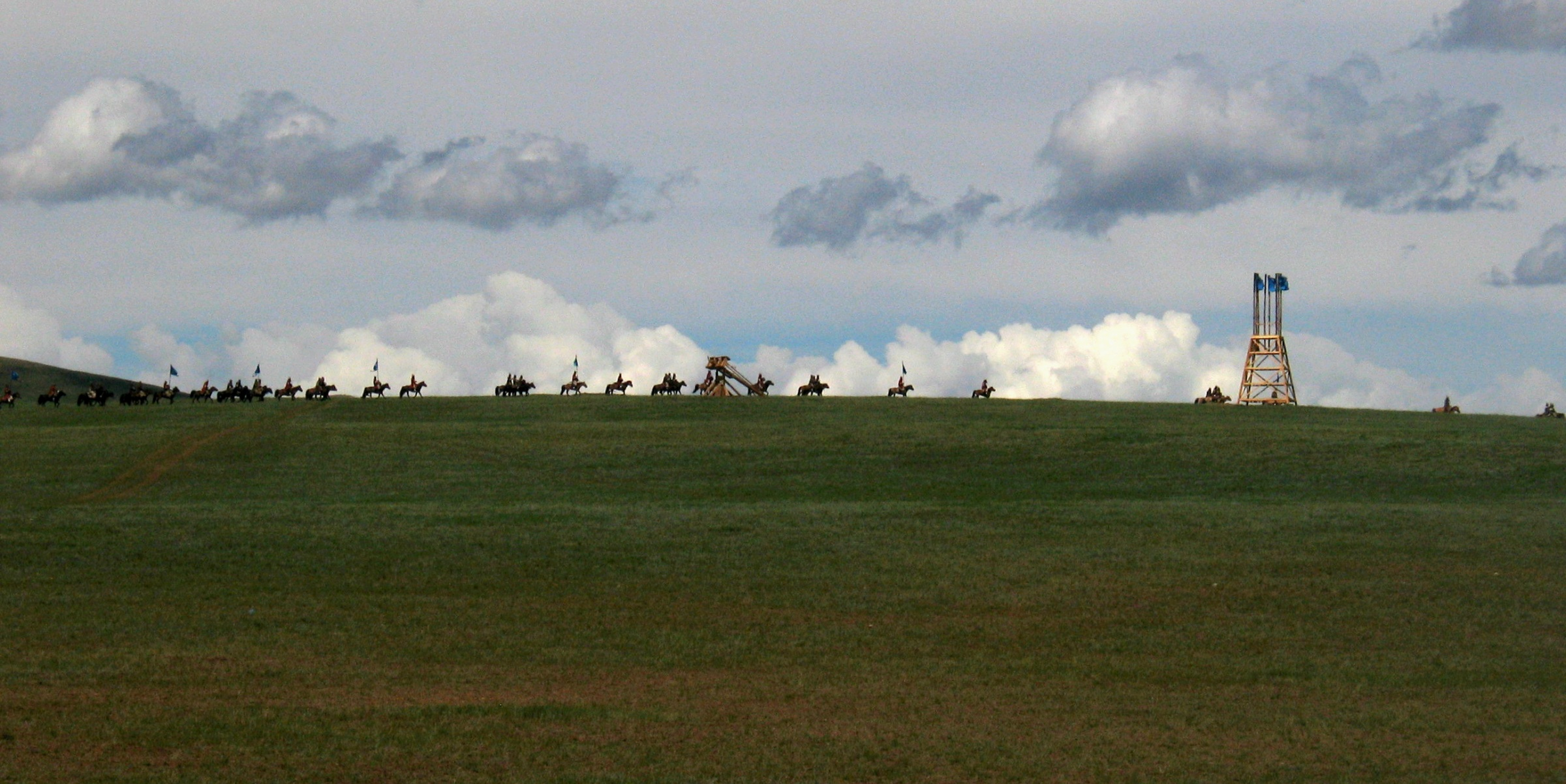
Quân đội Mông Cổ trên đường hành quân. (tái hiện lại)

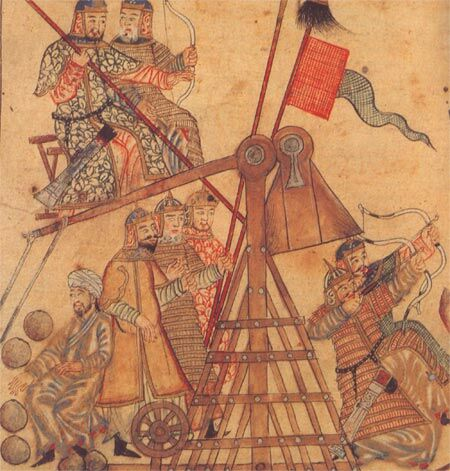
Các chiến binh Mông Cổ được trang bị vũ khí bao vây. Hình từ cuốn sách "Tập sử" của Rashid al-Din Hamadani

Số lượng chính xác quân Bạt Đô xâm lược các vùng khá mơ hồ. Đa số các nhà sử học Nga thời tiền cách mạng ước tính khoảng 300.000 binh sĩ còn nếu tính thêm dân bình và người bản xứ bị bắt tù thì lên tới 500.000 người. Các nhà sử học Liên Xô cũng đưa ra những ước tính tương tự. Các sách sử cũ của Nga và Arrmenia không đưa ra ước tính chính xác chỉ cho biết quân số của quân đội Mông Cổ rất đông. Trong khi đó sách sử xưa châu Âu đưa ra các con số ước tính khác. Plano Carpini ước tính 600.000 quân tham gia bao vây Kiev và nhà biên niên sử Hungary Simon xứ Kéza ước tính nửa triệu người Mông Cổ xâm lược Hungary. Nhà sử học Ba Tư Rashid al-Din Hamadani thì cho con số là 140.000 nhưng chưa tính những người phụ thuộc.
Trong giới sử học ngày nay thì vấn đề con số vẫn còn gây tranh cãi. Các nhà nghiên cứu khác nhau đưa ra những con số không giống nhau:
- 120-140 nghìn binh sĩ theo Khrapachevsky[31]
- Nhà sử học V.V Kargalov viết: “Con số 300 nghìn người của các nhà sử học thời tiền cách mạng là sai lầm và thổi phồng ... Tôi cho rằng tổng quân số của quân đội Mông Cổ-Tatar chuẩn bị cho một chiến dịch chống lại quân Rus ước chừng ở mức 120-140 nghìn[32].
- Nhà sử học Hà Lan Leo De Hartog ước tính quân số có thể lên tới 120 nghìn[33][32].
- N. Ts. Minkuev ước tính con số là 139 nghìn.[32][34]
- Georgy Vladimirovich Vernadsky ước tính quân số nòng cốt của Mông Cổ là khoảng 50 nghìn người nhưng nếu tính luôn các chiến binh Thổ thì khoảng 140 nghìn. Tuy nhiên, ông lưu ý rằng do điều kiện khí hậu phức tạp vào thế kỷ 13 ở Rus gây khó khăn cho công tác hậu cần, số lượng quân tập trung tại một điểmkhông thể quá 50 nghìn[35]
- Lev Nikolaevich Gumilyov ước tính số lượng binh lính là 30 - 40 nghìn người. Gumilyov quả quyết cho rằng quân Mông Cổ và các đội quân kỵ binh phụ thuộc khác mang theo ít nhất 100 nghìn con ngựa[35][32]. Theo Gumilov, bản thân Chiến dịch Đại Tây là một cuộc đột kích của kỵ binh và chiến dịch tới Nga chỉ là một cuộc đột kích chứ không phải là một cuộc chinh phục[36][37].

Các chiến thuật của người Mông Cổ có tính chất tấn công chủ động rõ rệt. Họ tìm cách giáng những đòn nhanh và mạnh vào chỗ sơ hở của kẻ thù làm họ bất ngờ và làm mất tổ chức và chia rẽ hàng ngũ của đcịch. Bất cứ khi nào có thể, Mông quân tránh các cuộc đối đầu lớn trực diện, đập tan kẻ thù từng phần, khiến địch kiệt sức bằng các cuộc giao tranh liên tục và các cuộc tấn công bất ngờ. Trong trận chiến, quân Mông Cổ xếp thành nhiều hàng, kỵ binh hạng nặng đứng phía sau còn ở hàng ngũ phía trước là đội quân gồm tù binh và các binh lính trang bị vũ khí hạng nhẹ. Đầu tiên Mông quân ném tên nhằm làm rối loạn hàng ngũ của kẻ thù. Họ tìm cách đột phá mặt trận của địch bằng các đòn đánh bất ngờ vào nhiều bộ phận, sử dụng rộng rãi các đòn đánh bên sườn, cánh và phía sau.
Điểm mạnh của quân đội Mông Cổ là liên tục nắm thế chủ động trong trận chiến. Các hãn, tướng lĩnh và chỉ huy không chiến đấu cùng với binh lính bình thường mà đứng ở sau đội hình và quan sát từ trên cao, chỉ đạo việc di chuyển của quân bằng cờ hiệu, ánh sáng và tín hiệu khói cũng như tín hiệu của ống và trống.
Trước khi xâm lược Mông Cổ thường do thám và tiến hành các biện pháp ngoại giao cẩn thận nhằm mục đích cô lập kẻ thù và khuấy động xung đột nội bộ. Sau đó, quân đội Mông Cổ tập trung ẩn nấp ở biên giới. Cuộc xâm lược thường bắt đầu từ các hướng khác nhau bởi các phân đội riêng biệt , đánh một điểm theo lệnh. Trước hết, quân Mông Cổ tìm cách tiêu diệt binh lính dự bị của kẻ thù càng nhiều càng tốt và ngăn cản hắn bổ sung quân. Chúng xâm nhập sâu vào đất nước, phá hủy mọi thứ trên đường đi, giết dân và xua đuổi đàn gia súc. Đối diện với các pháo đài và thành phố kiên cố, các đội quan sát được bố trí kỹ càng, phá hoại và chuẩn bị cho cuộc bao vây.

### Quân đội của các chính quốc Rus

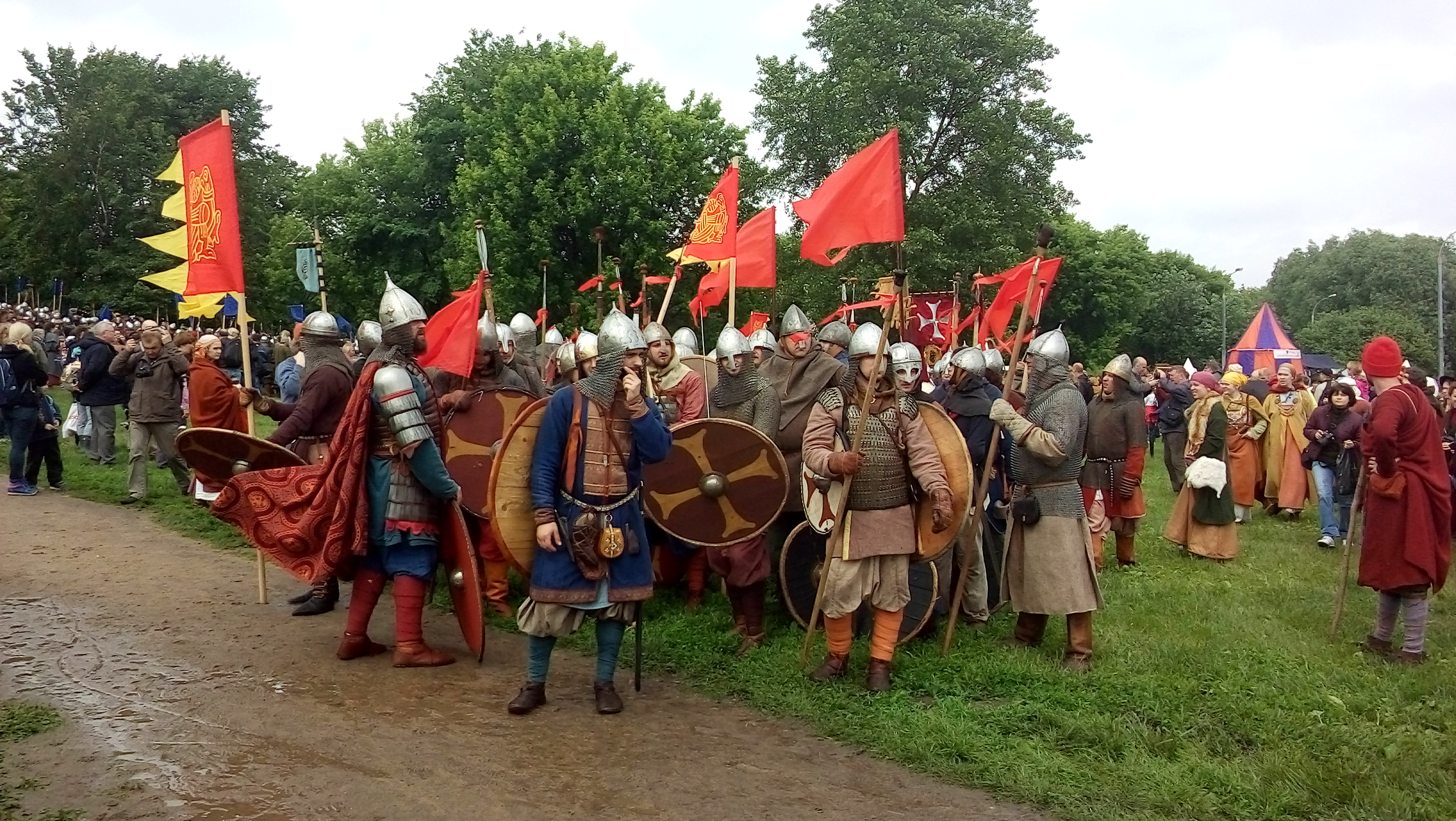
Tái hiện lại quân đội Nga xưa

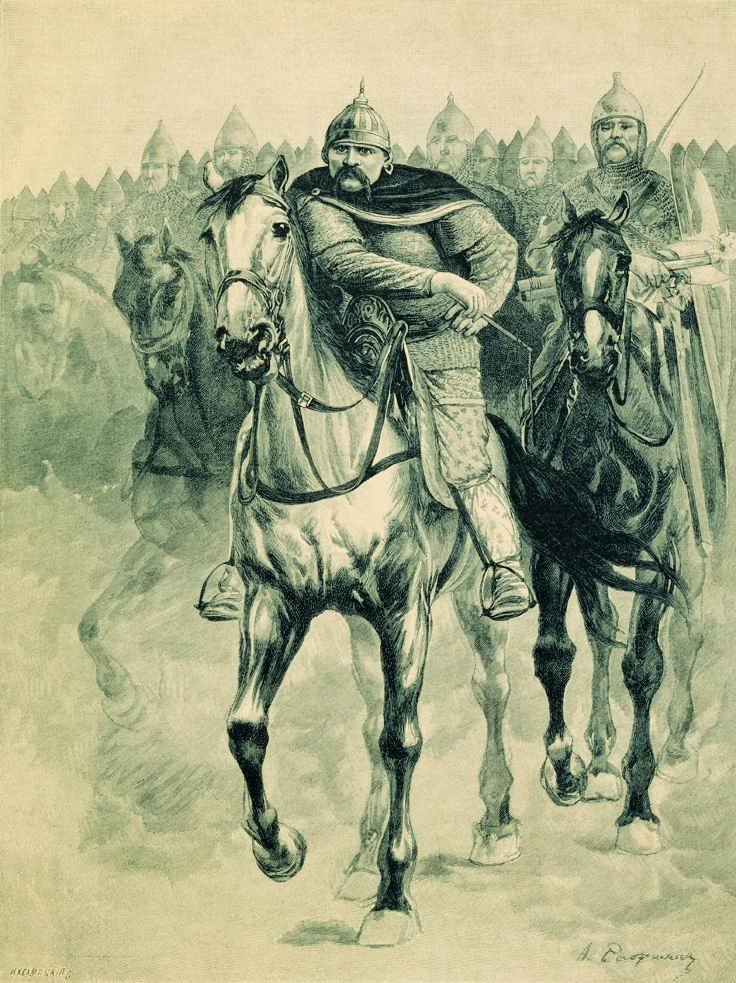
Kị binh Nga, bản vẽ 1895

Sách sử Nga xưa không có số liệu chính xác về tổng quân số của các chính quốc Rus. Theo ý kiến của nhà sử học S.M. Solovyov, các nước Rus phía bắc nếu động viên đầy đủ có thể có tới 50 nghìn binh sĩ còn các nước Rus phía nam thì tương tự. Xét rằng dân số của các nước Rus vào thời điểm đó là khoảng 12 triệu người thì về mặt lý thuyết thì các chính quốc Rus có thể triển khai hơn 100 nghìn quân nhưng do không có một lực lượng quân sự thường trực nào ở Nga do chế độ phong kiến nên không thể động viên một lực lượng lớn đến như vậy. Theo quan điểm sử học truyền thống, tổ chức quân sự của các chính quốc Rus bị ảnh hưởng tiêu cực bởi sự phân hóa phong kiến. Các phân quân của những hoàng tử và các thị quốc nằm rải rác trên một lãnh thổ rộng lớn và liên kết lỏng lẻo khiến cho việc tập trung lực lượng đáng kể cùng một lúc rất khó khăn.
Đồng thời, đội quân của một số thị quốc lớn lâu lâu mới tập hợp để chống lại quân Mông Cổ trước cuộc đại xâm lược (Trận sông Kalka năm 1223), mặc dù thỉnh hoảng những thị quốc quân này khá hữu dụng vào thời Vladimir Vsevolodovich Monomakh, nhưng do không thống nhất nên dễ thất bại. Trong cuộc xâm lược, các công tước Rus không bao giờ lập nên một liên minh quân sự rộng rãi đa phương (giữa những phân tộc Rurikovich) hoặc với các nước láng giềng đồng nạn (như Cuman năm 1223)
Cũng có một quan điểm khá thực tế loại trừ vai trò quyết định của các yếu tố đặc thù nào của Rus vào thời điểm đó đối với sự thành công của cuộc xâm lược của người Mông Cổ:
Các nhà sử học có khuynh hướng đánh giá tiêu cực về thời kỳ phong kiến (thời kỳ nhà nước phân quyền cực độ) và cho đó là nguyên nhân sự mất đoàn kết chính trị của Nga cũng như thường đề cập đến cuộc chinh phục của người Mông Cổ-Tatar. Ý kiến cho rằng Rus có thể chống lại Bạt Đô nếu các công tước Rus đoàn kết có vẻ không thuyết phục lắm. Như đã biết, những kẻ chinh phục đã tung hoành trên toàn châu Á vào đầu thế kỷ XIII từ các thảo nguyên của Mông Cổ về phía tây chinh phục nhiều bộ lạc và nhà nước ở những giai đoạn phát triển xã hội. Ưu thế quân sự vượt trội của "đế chế du mục" của Thành Cát Tư Hãn và đám người kế vị ông đối với các nền văn minh nông nghiệp định canh ở Trung Quốc, Trung Á, Kavkaz, Đông Âu đã dẫn đến sự chinh phục những vùng đất rộng lớn

Các đội quân Rus mạnh hơn hơn quân đội Mông Cổ về vũ khí trang bị, kỹ - chiến thuật và đội hình chiến đấu. Sức mạnh vũ khí của các chiến binh Rus gây khiếp đảm cho các nước láng giềng. Áo giáp hạng nặng được sử dụng ồ ạt. Tuy nhiên, theo luật thì các đội quân không vượt quá số lượng vài trăm người tập trung cùng 1 điểm và phải được chỉ huy bởi tập thể. Đồng thời, bộ phận chủ yếu của quân đội Rus xưa là lực lượng dân quân. Nó thua kém những người du mục về vũ khí và khả năng sử dụng chúng. Dân quân thường dùng rìu, giáo còn kiếm hiếm khi được sử dụng.
Ruslan Grigorievich Skrynnikov cho rằng thực tế là trước cuộc xâm lược, công tước Kiev và Novgorod Yaroslav Vsevolodovich có lực lượng quân sự lớn nhất cũng như nhấn mạnh việc ông không tham gia chống lại cuộc xâm lược và gợi ý rằng ngay cả khi Thân vương quốc Pereyaslavl-Zalessky và Đế chế Mông Cổ đụng độ. Tuy nhiên một số sử gia căn cứ vào theo Biên niên sử Laurentia tin rằng công quốc Novgorod có tham gia Trận Kolomna.

## Chiến cục Đông Bắc

### Ryazan sụp đổ, trận Kolomna

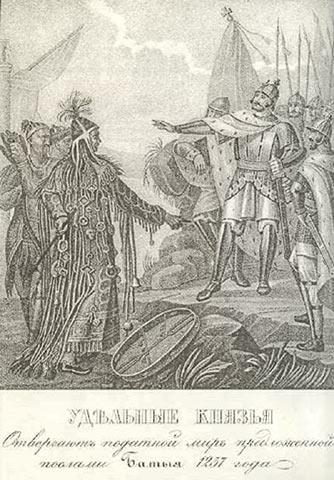
"Thà chết còn hơn làm chư hầu" - lời từ chối của công tước Ryazan trước lời yêu cầu cống nạp của người Mông Cổ

Vào cuối mùa thu năm 1237, quân đội của Bạt Đô xuất hiện ở biên giới phía nam của Đại công quốc Ryazan. Chẳng bao lâu đại sứ Mông Cổ đến Ryazan yêu cầu Công tước Yuri Ingvarevich làm chư hầu của Mông Cổ, Hoàng tử Yuri trả lời: "thà chết còn hơn làm chư hầu" Theo «Truyện Bạt Đô hủy diệt Ryazan» (Truyện), Công tước ngay lập tức gửi lời cầu cứu đến Yuri Vsevolodovich Vladimirsky và Mikhail Vsevolodovich Chernigovsky. Theo Biên niên sử Novgorod, các đại sứ chỉ được cử đi sau khi quân Ryazan thất bại trên sông Voronezh. Yuri Ingvarevich cũng cử đại sứ tới Vladimir. Theo "Truyện" thì Yuri Ingvarevich đã cử một đoàn đại sứ đàm phán với Bạt Đô do con trai ông là Fyodor đứng đầu. Bạt Đô nhận quà của các đại sứ và tổ chức một bữa tiệc để vinh danh họ và hứa sẽ không tấn công công quốc Ryazan. Tại bữa tiệc, các hoàng tử Bột Nhi Chỉ Cân tộc đòi phải giải những người con gái và vợ các đại sứ làm con tin và chính Bạt Đô đã yêu cầu Fedor cống vợ là Eupraxia cho mình. Bị từ chối, quân Mông Cổ giết sạch đoàn đại sứ. Khi biết tin về cái chết của chồng thì Eupraxia và con trai tự sát biệt thự.
Để củng cố các đơn vị đồn trú trên biên giới của công quốc và ngăn chặn kẻ thù đột phá, Yuri Ingvarevich điều quân của mình cũng như của các chư hầu như  Thân vương quốc Murom tham gia trận sông Voronezh. Cần lưu ý rằng kể từ khi Thân vương quốc Murom tách khỏi Ryazan, quân Murom chỉ tham gia cùng với Ryazan trong các chiến dịch quân sự do các công tước Vladimir-Suzdal lãnh đạo. Theo V.V. Kargalov, người Ryazan không tham gia chỉ huy trận sông Voronezh cũng như các trận chiến biên giới. Theo «Truyện…» đề cập đến một số cuộc đột kích tự phát của quân Ryazan nhắm vào tinh binh Mông Cổ nhưng thất bại. Yuri Davydovich và Oleg Yurievich Murom tử trận . Theo "Truyện", Yuri Ingvarevich cũng không thể sống sót.
Sau trận chiến, quân đội của Bạt Đô di chuyển dọc theo sông Pronya, phá hủy các thành phố và làng mạc. Biên niên sử Ipatiev tường thuật về cuộc lưu đày của Mikhail Vsevolodovich Pronsky và công quốc của ông thành đống tro tàn. Quân Thổ của Bạt Đô đã tiến nhanh bão tố và phá hủy thành phố Belgorod-Ryazan. Thành phố sẽ không bao giờ được xây dựng lại và bây giờ ngay cả vị trí chính xác của nó vẫn chưa được biết đến. Các nhà sử học Tula xác định có một khu định cư gần làng Beloroditsa trên sông Polosna cách thành phố Venyov ngày nay 16 km . Thành phố Voronezh của Ryazan cũng thất thủ. Trong vài thế kỷ, các thành phố vẫn luôn hoang vắng như vậy và vào năm 1586, một pháo đài được xây dựng ở vị trí của các thành phố trên.để phòng ngự trước quân Tatar Crimea. Quân Mông Cổ-Tatar cũng phá hủy thành phố Dedoslavl. Một số nhà sử học xác định nó ở gần Dedilovo trên sông Shivoron

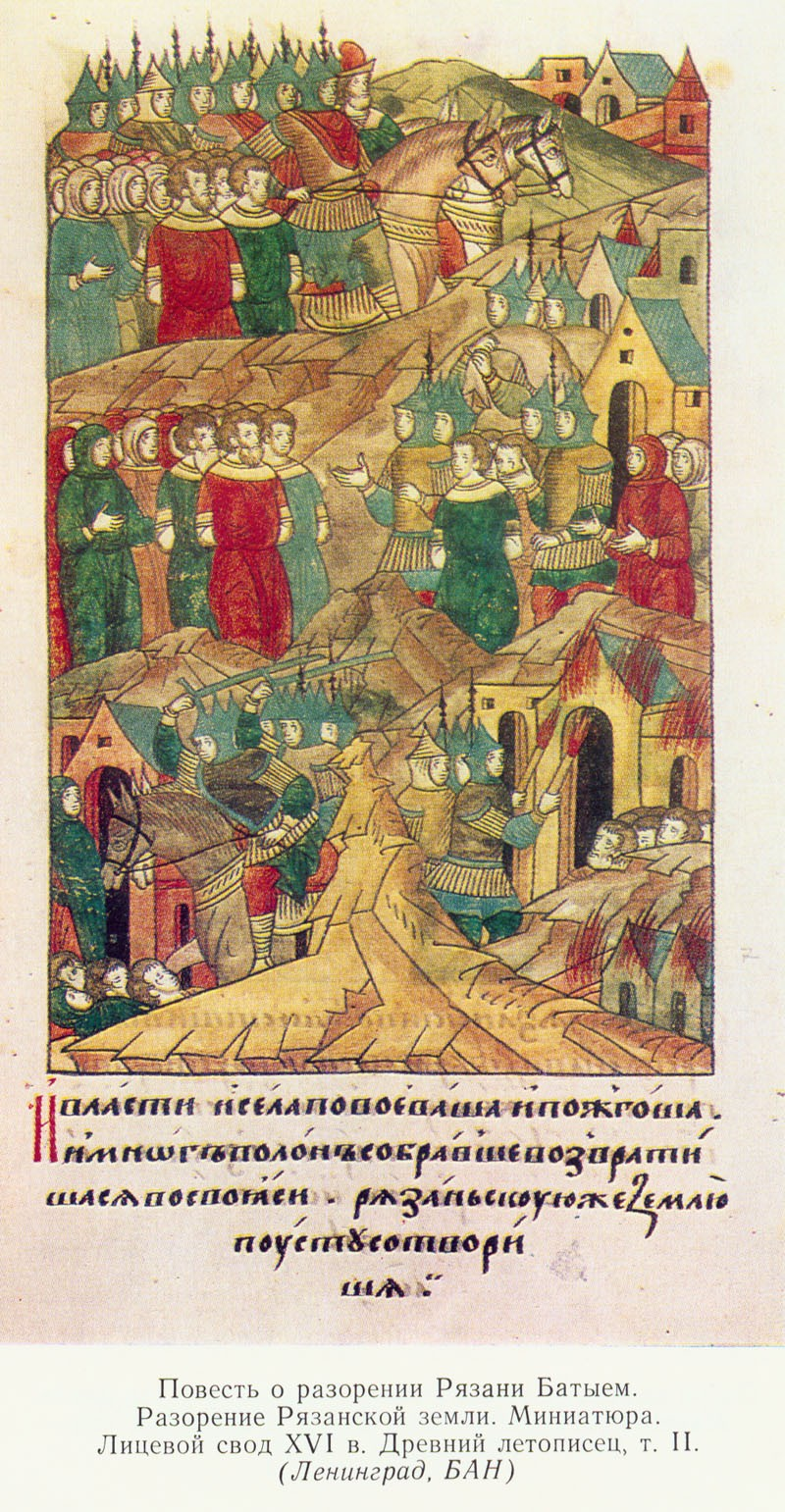
Mông quân hủy diệt công quốc Ryazan. Tranh từ "Truyện Bạt Đô hủy diệt Ryazan"

Sau khi tàn phá vùng đất Pronsk, Bạt Đô dẫn quân đến Ryazan, tiệm cận thành phố vào ngày 16 tháng 12. Đã có một cuộc giao tranh ở vùng biên giới và sau đó quân Mông Cổ bắt đầu bao vây phòng tuyến Ryazan... Ngay sau khi thành phố bị cắt đứt liên lạc với thế giới bên ngoài, cuộc tấn công bắt đầu. Những kẻ tấn công liên tục tung lực lượng mới vào trận chiến, trong khi người Ryazan không có nơi nào để cầu viện. Sau năm ngày chiến đấu, vào ngày 21 tháng 12 năm 1237, quân bạt Đô tiến vào Ryazan. Công tước Yuri Ingvarevich chết, công tước Oleg Ingvarevich Krasny bị quân Mông Cổ bắt làm tù binh. Người Mông Cổ giam giữ ông cho đến năm 1252 và sau đó mới thả ông về Rus. Dân thường bị tàn sát. Theo các biên niên sử thì cư dân Ryazan bị bắn giết hàng loạt, bao gồm cả trẻ em và người già. Luận cứ này càng đáng tin cậy sau các cuộc khai quật khảo cổ được thực hiện tại Ryazan vào năm 1977-1979. Quân Mông Cổ không chỉ phá hủy thành phớ Ryazan, mà còn hủy hoại toàn bộ công quốc. Đồng thời, phần lớn hàng chục thành phố (khu định cư) bị quân Mông Cổ phá hủy vào năm 1237-1238, ở cả vùng Ryazan và trên khắp các Rus.
Sau khi Ryazan bị đánh bại, đoàn quân Thổ của Bạt Đô di chuyển dọc theo bờ sông Oka hướng về Kolomna, phá hủy các thị trấn của nước Oka: Ozhsk, Olga, Pereyaslavl-Ryazansky, Borisov-Glebov. Theo V.V. Kargalov thì có một chàng trai trẻ người Ryazan tên Evpatiy Kolovrat dũng cảm đánh nhau với quân Mông và đứng đầu đoàn đại sứ đến Chernigov để cầu viện nhưng chỉ được bố thí đã trở về sau "vài chục. " Theo biên niên sử, Mikhail Chernigovsky đã khôngcầu viện cho Kolovrat vì "người Ryazan không tham gia đánh trận sông Kalka với chúng ta». Yevpatiy Kolovrat chỉ huy tàn dư của quân Ryazan tấn công tập hậu quân Mông Cổ gây ra tổn thất đáng kể cho Bạt Đô (theo cuốn "Truyện Bạt Đô hủy diệt Ryazan" thì tang lễ của liệt sĩ Yevpatiy Kolovrat được tổ chức rất long trọng ở Nhà thờ Ryazan vào ngày 11 tháng 1 năm 1238). Theo "Truyện ...", Kolovrat đã đột kích quân Mông Cổ ở Suzdal, thành phố đầu tiên mà quân Mông Cổ tiêu diệt trong chiến dịch Moscow bắt đầu vào ngày 15 tháng 1.
Thời điểm chính xác Bạt Đô đến Kolomna vẫn chưa rõ ràng. Theo V.V. Kargalov , Bạt Đô đến vao ngày 10 tháng 1 năm 1238 theo con đường dọc theo bờ sông Oka và sau đó dọc theo sông Moskva vào sâu trong công quốc Vladimir-Suzdal - đây là con đường duy nhất có thể đi qua đối với lượng lớn kỵ binh, còn con đường qua vùng đất thấp Meshchera thì quá khó chịu. Do đó, Kolomna là một pháo đài quan trọng và chính công tước Vladimir là Yuri Vsevolodovich đã tập kết quân đội ở đây. Con trai cả của ông là Vsevolod, người đã đến Kolomna cùng những người dân khốn khổ và thống tướng Eremey Glebovich dẫn đầu quân Vladimir. Tàn dư của quân Ryazan do Roman Ingvarevich chỉ huy và các trung đoàn Novgorod cũng đến thành phố.. Voivode Eremey và Công tước Roman dẫn đầu trung đoàn cận vệ. Người Rus đã chiến đấu trong hoàn cảnh bị bao vây, tuy nhiên, người ta biết rằng một trong những hoàng thân Bột Nhĩ Chỉ Căn tộc, vừa có vai trò quan trọng trong quân đội vừa là con trai út của Thành Cát Tư Hãn tên là Khoát Liệt Kiên tử trận. Điều này khiến cho rằng tinh thần của quân đội Mông Cổ hơi giảm sút và người Nga đã tận dụng nó để cố gắng đột phá đến hậu phương của kẻ thù. Trận bao vây cuối cùng diễn ra tại Nadolb (công sự phòng thủ Kolomna). Voivode Eremey và Công tước Roman Ingvarevich tử trận, Công tước Vsevolod và vài chục tinh binh đã trốn thoát được.